# Nototriton mime
Nototriton mime es una especie de salamandras en la familia Plethodontidae.
Endémica del parque nacional Montaña de Botaderos, en el departamento de Olancho (Honduras).